# Эрм, Йоханнес
Йоханнес Эрм (эст. Johannes Erm; род. 26 марта 1998, Тарту) — эстонский десятиборец и семиборец, действующий чемпион Европы по десятиборью (с 2024), бронзовый призёр Чемпионата мира по лёгкой атлетике в помещении по семиборью (2024), спортсмен года в Эстонии (2024).

## Ранняя жизнь и образование
Йоханнес Эрм родился 26 марта 1998 года в Тарту в семье Андреса Эрма и Трийну-Крооны Эрм и учился в Таллинской Реальной школе. В детстве Йоханнес занимался футболом и играл за таллинский клуб «Flora» с 2006 по 2010 годы. Впоследствии, Эрм перешел в легкую атлетику и начал тренироваться под наставничеством семиборца и бронзового призёра Чемпионата мира по лёгкой атлетике в помещении тренером Хольгера Пееля. Как рассказывал сам Пеель, он «поначалу не рассматривал Йоханнеса как первоклассного атлета» и отмечал, что техника Эрма во многом оставляла желать лучшего. В 2017 году Йоханнес закончил школу и поступил в Университет Джорджии в Атланте, где его тренировали Петрос Киприану и впоследствии Джеймс Томас.

### Спортивная карьера
На международной арене Йоханнес впервые выступил на Чемпионате мира по лёгкой атлетике среди юниоров в 2016 году в Быдгоще, где 18-летний Эрм занял пятое место, набрав 7874 очка.
В 2017 году Йоханнес совершил дебют на чемпионате Европы по лёгкой атлетике среди юниоров, где он поставил личные рекорды по четырём дисциплинам десятиборья (бег с барьерами 110 м, метание копья, прыжок с шестом, метание диска). Йоханнес Эрм лидировал большую часть гонки и набрал 8141 очко, однако по итогу уступил победу представителю Германии Никласу Каулю, набравшему на 300 очков больше, и взял серебряную медаль
В 2019 году Йоханнес участвовал на чемпионате Европы по лёгкой атлетике среди молодёжи в Евле, где взял серебро с итоговым счётом в 8445 очков. В том же году,Йоханнес взял золото в десятиборье (8352 очка) на студенческом чемпионате по лёгкой атлетике в Остине, организованном Национальной ассоциацией студенческого спорта, выступая за команду Georgia Bulldogs. 
В марте 2024 года Эрм впервые выступил в семиборье на международных соревнованиях, а именно на Чемпионате мира по лёгкой атлетике в помещении в Глазго, где Йоханнес взял бронзу с результатом в 6340 очков и поставил личные рекорды по семиборью. В июне того же года Йоханнес Эрм занял титул чемпиона Европы по десятиборью на чемпионате в Риме и поставил действующий личный рекорд по итоговым очкам — 8476 очков, обыграв норвежца Сандера Скотхейма. Эрм стал вторым в истории спортсменом из Эстонии, выигравшем золото на чемпионате Европы после чемпиона Летних Олимпийских Игр-2000 Эрки Ноола. В декабре 2024 Йоханнес Эрм завоевал титул спортсмена года в Эстонии за свои достижения на Олимпийских играх в Париже и чемпионатах в Глазго и Риме.  

#### Олимпийские игры
Два года спустя состоялся дебют Йоханнеса на Летних Олимпийских играх в Токио, где он участвовал как делегат от Эстонии и занял 11 место в соревнованиях по десятиборью с 8213 очками. 
В мае 2024 года было объявлено, что Йоханнес Эрм будет представлять Эстонию на Летних Олимпийских играх в Париже в десятиборье вместе с Карелом Тильга и Янеком Ыйглане. По итогу соревнований Эрм занял шестое место в итоговом зачёте по десятиборью, набрав 8569 очков.

## Личные рекорды

### Классическое десятиборье
| Дисциплина             | Результат |
| ---------------------- | --------- |
| 100 метров             | 10.60     |
| Прыжок в длину         | 7,91 м    |
| Толкание ядра          | 14,99 м   |
| Прыжок в высоту        | 1,99 м    |
| 400 метров             | 46,81     |
| 110 метров с барьерами | 14.30     |
| Метание диска          | 44,62 м   |
| Прыжок с шестом        | 5,20 м    |
| Метание копья          | 62,71 м   |
| 1500 метров            | 4:24.95   |
| Десятиборье            | 8764 очка |

### Десятиборье в помещении
| Дисциплина            | Результат |
| --------------------- | --------- |
| Бег, 60 м             | 6.90      |
| Прыжок в длину        | 7,98 м    |
| Толкание ядра         | 15,72 м   |
| Высокий прыжок        | 2,04 м    |
| Бег с барьерами, 60 м | 8.03      |
| Прыжок с шестом       | 5,10 м    |
| Бег, 1000 м           | 2:36.02   |

### Семиборье в помещении
| Дисциплина            | Результат  |
| --------------------- | ---------- |
| Бег, 60 метров        | 6.90       |
| Прыжок в длину        | 7,71 м     |
| Толкание ядра         | 15,72 м    |
| Прыжок в высоту       | 2,01 м     |
| Бег с барьерами, 60 м | 8.21       |
| Прыжок с шестом       | 5,10 м     |
| Бег, 1000 метров      | 2:36.15    |
| Семиборье             | 6340 очков |